# 尼喬吉夫卡 (科澤列齊區)
50°48′36″N 31°5′59″E / 50.81000°N 31.09972°E
尼喬吉夫卡（烏克蘭語：Нічогівка）是位於烏克蘭北部切爾尼希夫州裏切爾尼希夫區的村莊，始建於1360年，面積2.2平方公里，海拔高度113米，2001年人口359，人口密度每平方公里163.5人。